# Liste der französischen Botschafter beim Heiligen Stuhl
Dies ist eine Liste der französischen Botschafter beim Heiligen Stuhl. Vom Mittelalter bis zur Gründung des italienischen Staates widmeten sich die französischen Botschaften in Rom speziell den Beziehungen zum Papsttum, insbesondere im Hinblick auf die Angelegenheiten der römisch-katholischen Kirche. Diese Botschaft wurde 1904 suspendiert und 1921 wiederhergestellt. Die französische Botschaft in Italien, die seit 1875 besteht, ist von der französischen Botschaft beim Heiligen Stuhl im Vatikanstaat getrennt.

## Geschichte

### Mittelalter
| Amtsinhaber                                         | Beginn des Mandats | Ende des Mandats | Résidenz | Heiliger Stuhl | Frankreich                 |
| Guillart                                            | 13. Jahrhundert    |                  |          |                |                            |
| Firmin de Coquerel                                  | 1344               | 1345             | Avignon  | Clemens VI.    | Philipp VI.                |
| M. de Montreuil                                     | 1470               |                  | Rom      | Paul II.       | Ludwig XI.                 |
| Jean de La Balue                                    | 1480               | 13. Oktober 1483 |          |                | Ludwig XI. dann Karl VIII. |
| Jean de La Balue                                    | 5. Februar 1485    |                  |          | Innozenz VIII. | Karl VIII.                 |
| Benoît Jean de Saint-Maris                          | um 1490            |                  |          | Innozenz VIII. | Karl VIII.                 |
| Jean Bilhères de Lagraulas, Cardinal de Saint-Denis | 1493               | † 6. August 1499 | Rom      | Alexander VI.  | Karl VIII.                 |

### 16. Jahrhundert (Renaissance)
| Amtsinhaber                                                      | Beginn des Mandats | Ende des Mandats       | Résidenz                    | Heiliger Stuhl                               | Frankreich                                  |
| François II. de Dinteville (ca. 1498-1554), Bischof von Auxerre  | 1531               | 1533                   |                             | Clemens VII                                  | Franz I.                                    |
| Georges de Selve                                                 | 1536               |                        |                             | Paul III.                                    | Franz I.                                    |
| Georges d’Armagnac                                               | 1539               |                        |                             | Paul III.                                    | Franz I.                                    |
| außerordentliche Gesandtschaft: André Guillard, Sieur du Mortier | Frühjahr 1546      |                        | Kanzlei des Palazzo Farnese | Paul III.                                    | Franz I.                                    |
| Georges d’Armagnac (2. Mal)                                      | 1547               | 1550                   |                             | Paul III.                                    | Franz I. dann Heinrich II.                  |
| Blaise de Vigenère                                               | 1549               |                        |                             | Paul III. dann Julius III.                   | Heinrich II.                                |
| Paul de La Barthe de Thermes                                     | 1550               | 1552                   | Palazzo Farnese             | Julius III.                                  | Heinrich II.                                |
| außerordentliche Gesandtschaft: Louis de Saint-Gelais            | 25. Juni 1552      | 28. Juli 1552          |                             | Julius III.                                  | Heinrich II.                                |
| Claude de La Guiche, Bischof von Mirepoix                        | Frühjahr 1553      | † 9. April 1553 in Rom |                             | Julius III.                                  | Heinrich II.                                |
| Louis de Saint-Gelais (2. Mal)                                   | 30. April 1553     |                        | Palazzo Farnese             | Julius III.                                  | Heinrich II.                                |
| Jean de Saint-Marcel d’Avançon                                   | um 1555            | 1556                   |                             | Julius III. dann Marcellus II. dann Paul IV. | Heinrich II.                                |
| Philibert Babou de La Bourdaisière                               | 1558               |                        |                             | Paul IV. dan Pius V.                         | Heinrich II., dann Franz II., dann Karl IX. |
| Blaise de Vigenère (2. Mal)                                      | 1566               |                        |                             | Pius V.                                      | Karl IX.                                    |
| Louis Chasteigner de la Roche-Posay, Baron de Malval             | 1576               | 1581                   |                             | Gregor XIII.                                 | Heinrich III.                               |
| Paul de Foix, Erzbischof von Toulouse                            | 1582               | † 29. Mai 1584 in Rom  |                             | Gregor XIII.                                 | Heinrich III.                               |
| André Guillart, Seigneur de l’Isle                               |                    |                        |                             |                                              | Heinrich III.                               |
| François de Joyeuse                                              | 1587               |                        |                             | Sixtus V.                                    | Heinrich III.                               |
| Luigi Gonzaga, Herzog von Nevers, später Herzog von Rethel       | 1593               |                        |                             | Clemens VIII.                                | Heinrich IV.                                |
| Jacques-Davy Duperron, Bischof von Évreux                        | 1594               |                        |                             | Clemens VIII.                                | Heinrich IV.                                |
| Nicolas Brûlart de Sillery                                       | 1599               |                        |                             | Clemens VIII.                                | Heinrich IV.                                |

### 17. Jahrhundert
| Amtsinhaber                                            | Beginn des Mandats | Ende des Mandats    | Résidenz        | Heiliger Stuhl                  | Frankreich                   |
| Philippe de Béthune, Baron de Charost                  | 1601               | 6. Juni 1605        |                 | Clemens VIII. dann Leo XI.      | Heinrich IV.                 |
| Jacques-Davy Duperron (2. Mal)                         | 1604               |                     |                 | Clemens VIII.                   | Heinrich IV.                 |
| Charles de Neufville, Marquis de Villeroy              | 1606               |                     |                 | Paul V.                         | Heinrich IV.                 |
| François de Joyeuse                                    | ca. 1607           |                     |                 | Paul V.                         | Heinrich IV.                 |
| Carlo I. Gonzaga, Herzog von Nevers und Rethel         | 1609               |                     |                 | Paul V.                         | Heinrich IV.                 |
| François Savary de Brèves                              | 1608               | 1614                |                 | Paul V.                         | Heinrich IV.                 |
| Melchior Mitte de Chevrières, Marquis de Saint-Chamond | um 1619            |                     |                 | Paul V.                         | Ludwig XIII.                 |
| Noël Brulart de Sillery                                | 1622               | 1624                |                 | Paul V. dann Urban VIII.        | Ludwig XIII.                 |
| Philippe de Béthune (2. Mal)                           | 1624               | 1630                |                 | Urban VIII.                     | Ludwig XIII.                 |
| Jean de Galard de Béarn, Comte de Brassac              | 11. November 1633  | 1. Januar 1634      |                 | Urban VIII.                     | Ludwig XIII.                 |
| Alphonse-Louis du Plessis de Richelieu                 | 1635               | 1636                |                 | Urban VIII.                     | Ludwig XIII.                 |
| François-Annibal d’Estrées, 1. Duc d’Estrées           | 1636               | 1648                |                 | Urban VIII. dann Innozenz X.    | Ludwig XIII. dann Ludwig XIV |
| Michel Mazarin, Erzbischof von Aix                     | 1648               | † 1. September 1649 |                 | Innozenz X.                     | Ludwig XIV.                  |
| Henri d’Estampes de Valencay                           | Juli 1651          | Dezember 1654       |                 | Innozenz X.                     | Ludwig XIV.                  |
| Hugues de Lionne                                       | 1654               | 1656                |                 | Innozenz X. dann Alexander VII. | Ludwig XIV.                  |
| Charles III. de Créquy, Duc de Créquy                  | 1662               | 1665                | Palazzo Farnese | Alexander VII.                  | Ludwig XIV.                  |
| Charles d’Albert d’Ailly, Duc de Chaulnes              | 1666               | 1668                | Palazzo Farnese | Alexander VII. dann Clemens IX. | Ludwig XIV.                  |
| François-Annibal II. d’Estrées, 2. Duc d’Estrées       | 1671               | † 30. Januar 1687   | Palazzo Farnese | Clemens X. dann Innozenz XI.    | Ludwig XIV.                  |
| Henri Charles de Beaumanoir, Marquis de Lavardin       | 1687               | 1689                | Palazzo Farnese | Innozenz XI.                    | Ludwig XIV.                  |
| Charles d’Albert d’Ailly Duc de Chaulnes (2. Mal)      | 1689               | 1691                |                 | Innozenz XI.                    | Ludwig XIV.                  |
| Emmanuel Théodose de La Tour d’Auvergne                | 1698               | 1700                |                 | Innozenz XII.                   | Ludwig XIV.                  |

### Von 1700 bis zur Besetzung Roms (1808)
| Amtsinhaber                                                     | Beginn des Mandats | Ende des Mandats        | Résidenz                                               | Heiliger Stuhl                     | Frankreich                                           |
| Louis Grimaldi, Prince de Monaco                                | 20. Juni 1700      | † 3. Januar 1701 in Rom | Palazzo Corsini                                        | Innozenz XII. dann Clemens XI.     | Ludwig XIV.                                          |
| Toussaint de Forbin de Janson                                   | 1701               | 1706                    |                                                        | Clemens XI.                        | Ludwig XIV.                                          |
| Joseph-Emmanuel de La Trémoille                                 | 1706               | † 10. Januar 1720       |                                                        | Clemens XI.                        | Ludwig XIV. dann Ludwig XV.                          |
| Michel Amelot, Marquis de Gournay                               | 1715               |                         |                                                        | Clemens XI.                        | Ludwig XIV. dann Ludwig XV.                          |
| Charles François de Froulay, Comte de Froulay                   |                    |                         |                                                        | Innozenz XIII.                     | Ludwig XV.                                           |
| Pierre Guérin de Tencin                                         | 1721               | 1724                    |                                                        | Innozenz XIII. dann Benedikt XIII. | Ludwig XV.                                           |
| Melchior de Polignac                                            | 1724               | 1731                    |                                                        | Benedikt XIII. dann Clemens XII.   | Ludwig XV.                                           |
| Paul-Hippolyte de Beauvilliers, Duc de Saint-Aignan             | 1731               | 1740                    |                                                        | Clemens XII.                       | Ludwig XV.                                           |
| Claude-François de Montboissier de Canillac de Beaufort         | 1742               | 1744                    |                                                        |                                    | Ludwig XV.                                           |
| Frédéric-Jérôme de la Rochefoucauld de Roye                     | 1744               | Dezember 1747           |                                                        | Benedikt XIV.                      | Ludwig XV.                                           |
| Louis-Jules Mancini-Mazarini, Duc de Nivernais                  | 1748               | 1752                    |                                                        | Benedikt XIV.                      | Ludwig XV.                                           |
| Étienne-François de Choiseul, Comte de Stainville               | 1753               | 1757                    |                                                        | Benedikt XIV.                      | Ludwig XV.                                           |
| Joseph Henri Bouchard d’Esparbès de Lussan, Marquis d’Aubeterre | 1758               | 1762                    |                                                        | Benedikt XIV. dann Clemens XIII.   | Ludwig XV.                                           |
| François-Joachim de Pierre de Bernis                            | 1769               | † 3. November 1794      | Palazzo de Carolis                                     | Clemens XIV. dann Pius VI.         | Ludwig XV. dann Ludwig XVI. dann der Nationalkonvent |
| François Cacault                                                | Juni 1796          | 19. April 1797          |                                                        | Pius VI.                           | Directoire                                           |
| Joseph Bonaparte                                                | 31. August 1797    | 29. Dezember 1797       | Palazzo Corsini                                        | Pius VI.                           | Directoire                                           |
| Der Bürger Bertholio                                            | 1800               |                         |                                                        |                                    |                                                      |
| François Cacault (2. Mal)                                       | 1801               | 1803                    |                                                        | Pius VII.                          | Napoleon Bonaparte                                   |
| Joseph Fesch                                                    | 2. Juli 1803       | 1806                    | Palazzo Lancellotti ai Coronari dann Palazzo Niccolini | Pius VII.                          | Napoleon Bonaparte dann als Napoleon I. (1804)       |
| Charles-Jean-Marie Alquier                                      | 10. April 1806     | 1806                    |                                                        | Pius VII.                          | Napoleon I.                                          |

Besetzung des Heligen Stuhls und Roms durch Napoleon bis 1814, Schaffung des Département du Tibre; kein diplomatisches Korps mehr in der Stadt.

### Von der Restauration bis zum Zweiten Kaiserreich
| Amtsinhaber                                                                             | Beginn des Mandats | Ende des Mandats      | Résidenz          | Heiliger Stuhl            | Frankreich                  |
| Außerordentlicher Gesandter: Gabriel Cortois de Pressigny, ehem. Bischof von Saint-Malo | 1814               |                       |                   | Pius VII.                 | Ludwig XVIII.               |
| Pierre-Louis de Blacas d’Aulps, Comte de Blacas                                         | 1816               |                       |                   | Pius VII.                 | Ludwig XVIII.               |
| Anne Adrien Pierre de Montmorency-Laval, Duc de Laval                                   | 1822               | Mai 1828              |                   | Pius VII. dann Leo XII.   | Ludwig XVIII. dann Karrl X. |
| François-René, Vicomte de Chateaubriand                                                 | Oktober 1828       | Mai 1829              | Palazzo Simonetti | Leo XII. dann Pius VIII.  | Karl X.                     |
| Pierre-Louis-Auguste Ferron, Comte de La Ferronnays                                     | 1829               | 1830                  |                   | Pius VIII.                | Karl X.                     |
| Louis de Beaupoil, Comte de Sainte-Aulaire                                              | 22. März 1831      |                       | Palazzo Colonna   | Pius VIII.                | Louis-Philippe I.           |
| Florimond de Faÿ, Marquis de La Tour-Maubourg                                           | 23. Dezember 1832  | † 23. Mai 1837 in Rom | Palazzo Colonna   | Gregor XVI.               | Louis-Philippe I.           |
| Comte Septime de La Tour-Maubourg                                                       | 1837               | Februar 1845          | Palazzo Colonna   | Gregor XVI.               | Louis-Philippe I.           |
| Pellegrino Comte Rossi                                                                  | 1845               | 1848                  | Palazzo Colonna   | Gregor XVI. dann Pius IX. | Louis-Philippe I.           |
| Eugène, Duc d’Harcourt                                                                  | 10. März 1848      | 1849                  | Palazzo Colonna   | Pius IX.                  | Louis-Napoléon Bonaparte    |
| Außerordentlicher Gesandter und bevollmächtigter Minister: Francisque de Corcelle       | 1. August 1849     |                       | Gaeta             | Pius IX.                  | Louis-Napoléon Bonaparte    |
| Außerordentlicher Gesandter und bevollmächtigter Minister: Achille Baraguey d’Hilliers  | 6. August 1849     |                       | Gaeta             | Pius IX.                  | Louis-Napoléon Bonaparte    |
| Außerordentlicher Gesandter und bevollmächtigter Minister: Alphonse, Comte de Rayneval  | 22. August 1849    |                       | Gaeta             | Pius IX.                  | Louis-Napoléon Bonaparte    |

### Von 1851 bis 1904
| Amtsinhaber                                                  | Beginn des Mandats | Ende des Mandats | Résidenz        | Heiliger Stuhl          | Frankreich                           |
| Comte Alphonse de Rayneval (2. Mal)                          | 6. März 1851       |                  | Palazzo Colonna | Pius IX.                | Napoleon III.                        |
| Agénor, Duc de Gramont                                       | 16. August 1857    | 1861             | Palazzo Colonna | Pius IX.                | Napoleon III.                        |
| Charles, Marquis de La Valette                               |                    | 1862             |                 | Pius IX.                | Napoleon III.                        |
| Henri de La Tour d’Auvergne, Prince de Lauraguais            | 17. Oktober 1862   | 1863             |                 | Pius IX.                | Napoleon III.                        |
| Étienne Gilbert Eugène, Vicomte de Sartiges                  | 1864               | 1868             |                 | Pius IX.                | Napoleon III.                        |
| Gaston de Banneville, Marquis de Banneville                  | 18. August 1868    |                  |                 | Pius IX.                | Napoleon III.                        |
| Geschäftsträger: Edouard-Alphonse, Comte Lefebvre de Béhaine | 1870               |                  |                 | Pius IX.                | Gouvernement de la Défense Nationale |
| Bernard, Comte d’Harcourt                                    | 1871               | 1873             |                 | Pius IX.                | Adolphe Thiers                       |
| Francisque de Corcelle (2. Mal)                              | 1873               | 1876             |                 | Pius IX.                | Patrice de Mac-Mahon                 |
| Georges Napoléon, Baron Baude                                | 1876               | 1878             |                 | Pius IX. dann Leo XIII. | Jules Grévy                          |
| Joseph Jules de Cadoine, Marquis de Gabriac                  | 1878               | 1880             |                 | Leo XIII.               | Jules Grévy                          |
| Ferdinand Henry de Navenne                                   | 23. Januar 1880    | 30. Oktober 1882 | Palazzo Farnese | Leo XIII.               | Jules Grévy                          |
| Édouard-Alphonse, Comte Lefebvre de Béhaine (2. Mal)         | 30. Oktober 1882   | 1896             |                 | Leo XIII.               | Jules Grévy dann Jean Casimir-Perier |
| Eugène Poubelle                                              | 1896               | 1898             |                 | Leo XIII.               | Félix Faure                          |
| Armand Nisard                                                | um 1899            | Juli 1904        |                 | Leo XIII. dann Pius X.  | Émile Loubet                         |

Von Juli 1904 bis Mai 1921 waren die diplomatischen Beziehungen unterbrochen, siehe Gesetz zur Trennung von Kirche und Staat (Frankreich).

### Seit 1920
| Amtsinhaber                                             | Beginn des Mandats | Ende des Mandats    | Résidenz                                    | Heiliger Stuhl                                        | Frankreich                                        |
| Ambassade extraordinaire Jeanne d’Arc: Gabriel Hanotaux | 10. Mai 1920       | 10. Mai 1920        |                                             | Benedikt XV.                                          | Alexandre Millerand                               |
| Charles Jonnart                                         | Mai 1921           | 1923                | Palazzo Farnese                             | Benedikt XV. dann Pius XI.                            | Alexandre Millerand                               |
| Jean Doulcet                                            | 19. November 1923  | 1928                | Palazzo Primoli                             | Pius XI.                                              | Alexandre Millerand dann Gaston Doumergue         |
| Schließung der Botschaft                                | 22. Februar 1925   | April 1925          |                                             | Pius XI.                                              | Gaston Doumergue                                  |
| Joseph Louis Gabriel Antoine Vicomte de Fontenay        | 1928               | 1932                |                                             | Pius XI.                                              | Gaston Doumergue dann Albert Lebrun               |
| François Charles-Roux                                   | 1932               | Mai 1940            | Palazzo Farnese                             | Pius XI. dann Pius XII.                               | Albert Lebrun                                     |
| Comte Wladimir d’Ormesson                               | Mai 1940           | Oktober 1940        |                                             | Pius XII.                                             | Albert Lebrun dann Philippe Pétain                |
| Léon Bérard                                             | 1940               | 1944                |                                             | Pius XII.                                             | Philippe Pétain                                   |
| Jacques Maritain                                        | 1945               | 1948                | Palazzo Taverna                             | Pius XII.                                             | Charles de Gaulle                                 |
| Comte Wladimir d’Ormesson (2. Mal)                      | 1948               | 1956                | Palazzo Taverna dann Villa Bonaparte (1950) | Pius XII.                                             | Vincent Auriol dann René Coty                     |
| Roland Jacquin de Margerie                              | 1956               | 1959                | Villa Bonaparte                             | Pius XII. dann Johannes XXIII.                        | René Coty                                         |
| Baron Guy de La Tournelle                               | 1959               | 1964                | Villa Bonaparte                             | Johannes XXIII. dann Paul VI.                         | Charles de Gaulle                                 |
| René Brouillet                                          | 1964               | 1974                | Villa Bonaparte                             | Paul VI,                                              | Charles de Gaulle dann Georges Pompidou           |
| Gérard Amanrich                                         | 1974               | 1976                | Villa Bonaparte                             | Valéry Giscard d’Estaing                              |                                                   |
| Georges Galichon                                        | 1976               | 1979                | Villa Bonaparte                             | Paul VI. dann Johannes Paul I. dann Johannes Paul II. | Valéry Giscard d’Estaing                          |
| Louis Dauge                                             | 1979               | 1983                | Villa Bonaparte                             | Johannes Paul II.                                     | Valéry Giscard d’Estaing dann François Mitterrand |
| Xavier de La Chevalerie                                 | 1983               | 1985                | Villa Bonaparte                             | Johannes Paul II.                                     | François Mitterrand                               |
| Bertrand Dufourcq                                       | 1985               | 1988                | Villa Bonaparte                             | Johannes Paul II.                                     | François Mitterrand                               |
| Jean-Bernard Raimond                                    | 1988               | 1991                | Villa Bonaparte                             | Johannes Paul II.                                     | François Mitterrand                               |
| René Ala                                                | 1991               | 1993                | Villa Bonaparte                             | Johannes Paul II.                                     | François Mitterrand                               |
| Alain Pierret                                           | 1993               | 1995                | Villa Bonaparte                             | Johannes Paul II.                                     | François Mitterrand dann Jacques Chirac           |
| Jean-Louis Lucet                                        | 1995               | 1998                | Villa Bonaparte                             | Johannes Paul II.                                     | Jacques Chirac                                    |
| Jean Guéguinou                                          | 1998               | 2000                | Villa Bonaparte                             | Johannes Paul II.                                     | Jacques Chirac                                    |
| Alain Dejammet                                          | 10. Juni 2000      | 2001                | Villa Bonaparte                             | Johannes Paul II.                                     | Jacques Chirac                                    |
| Pierre Morel                                            | 2001               | 2005                | Villa Bonaparte                             | Johannes Paul II. dann Benedikt XVI.                  | Jacques Chirac                                    |
| Bernard Kessedjian                                      | 19. Dezember 2005  | † 19. Dezember 2007 | Villa Bonaparte                             | Benedikt XVI.                                         | Jacques Chirac dann Nicolas Sarkozy               |
| Vakanz, Pierre Cochard (interim)                        | 19. Dezember 2007  | 19. Januar 2009     |                                             | Benedikt XVI.                                         | Nicolas Sarkozy                                   |
| Stanislas de Laboulaye                                  | 19. Januar 2009    | 9. März 2012        | Villa Bonaparte                             | Benedikt XVI.                                         | Nicolas Sarkozy                                   |
| Bruno Joubert                                           | 9. März 2012       | 1. März 2015        | Villa Bonaparte                             | Benedikt XVI. dann Franziskus                         | Nicolas Sarkozy dann François Hollande            |
| Vakanz                                                  | 1. März 2015       | 12. Mai 2016        |                                             | Franziskus                                            | François Hollande                                 |
| Philippe Zeller                                         | 12. Mai 2016       | 4. Juli 2018        | Villa Bonaparte                             | Franziskus                                            | François Hollande dann Emmanuel Macron            |
| Vakanz, Yves Teyssier d’Orfeuil (interim)               | 4. Juli 2018       | 11. April 2019      |                                             | Franziskus                                            | Emmanuel Macron                                   |
| Elisabeth Beton Delègue                                 | 11. April 2019     |                     | Villa Bonaparte                             | Franziskus                                            | Emmanuel Macron                                   |

Die drei jüngsten Vakanzen (2007-2009, 2015-2016 und 2018-2019) lassen sich zumindest in den ersten beiden Fällen dadurch erklären, dass die Nominierungen Frankreichs (2007-2009 Denis Tillinac, dann Jean-Loup Kuhn-Delforge; 2015 Laurent Stefanini) vom Heiligen Stuhl nicht genehmigt wurden, eine notwendige Voraussetzung für die Amtsübernahme: Tillinac war zwei Mal geschieden, zudem wurde seine Nominierung bekannt, bevor sie dem Heiligen Stuhl vorgelegt worden war; Kuhn-Delforges und Stefaninis öffentlich bekannte Homosexualität wird als Grund für die Ablehnung durch den Vatikan angenommen.